# Dumbo (film, 2019)
Dumbo är en amerikansk familjeäventyrsfilm från 2019 regisserad av Tim Burton. Huvudrollerna spelas av Colin Farrell, Michael Keaton, Danny DeVito och Eva Green. Dumbo är en nyinspelning av den tecknade Disneyklassikern med samma namn från 1941 som i sin tur baseras på Helen Abersons och Harold Pearls roman med samma namn.

## Handling
År 1919 återvänder änklingen Holt Farrier till Maximilian "Max" Medicis cirkus och sina barn Milly och Joe efter att ha tjänstgjort i första världskriget, vilket kostade honom hans vänstra arm. Eftersom cirkusen har gjort stora förluster var Medici tvungen att sälja cirkusens hästar, som var Holts cirkusnummer, och han gör därmed Holt till elefantskötare. Elefanthonan Fru Jumbo föder en unge, som visar sig ha fötts med ovanligt stora öron. Medici beordrar Holt att dölja elefantungens öron när den ska visas upp för publik under en turné i Joplin i Missouri, men under uppvisningen råkar ungen nysa så att dess öron avslöjas. Ungen blir genast utskrattad av allihop och får det förnedrande namnet Dumbo. Fru Jumbo går bärsärkagång p.g.a. sin unges förnedring och det råkar ta livet av den grymme djurskötaren Rufus Sorghum. Så Fru Jumbo säljs bort till en annan cirkus och skiljs från sin unge.
När Holt Farriers barn Milly och Joe försöker trösta Dumbo upptäcker de att han kan flyga genom att använda sina stora öron som vingar. När Dumbo sen är med och uppträder som clown, eftersom alla skrattar åt honom, visar han inför allihop att han kan flyga. Nyheten om Dumbos flygning sprider sig och då blir V.A. Vandevere, ägaren av storcirkusen och nöjesparken Drömlandet i New York, genast intresserad av att köpa Dumbo. Milly och Joe ser det här som sin stora chans att köpa tillbaks Dumbos mor Fru Jumbo. Men när det visar sig att Fru Jumbo också är på Drömlandet och att Vandevere är helt samvetslös påbörjas en stor räddningsaktion för att befria Dumbo och Fru Jumbo och föra tillbaka dem till friheten.

## Rollista
| Edd Osmond     | – Dumbo                   |
| Colin Farrell  | – Holt Farrier            |
| Michael Keaton | – V.A. Vandevere          |
| Danny DeVito   | – Maximilian "Max" Medici |
| Eva Green      | – Colette Marchant        |
| Alan Arkin     | – J. Griffin Remington    |
| Nico Parker    | – Milly Farrier           |
| Finley Hobbins | – Joe Farrier             |
| Roshan Seth    | – Pramesh Singh           |
| Lars Eidinger  | – Hans Brugelbecker       |
| DeObia Oparei  | – Rongo Strongo           |
| Joseph Gatt    | – Neils Skellig           |
| Sharon Rooney  | – Miss Atlantis           |
| Douglas Reith  | – Sotheby                 |
| Phil Zimmerman | – Rufus Sorghum           |
| Michael Buffer | – Barritone Bates         |

## Svenska röster
| Joachim Bergström    | – Holt Farrier            |
| Figge Norling        | – V.A. Vandevere          |
| Calle Carlswärd      | – Maximilian "Max" Medici |
| Anette Belander      | – Colette Marchant        |
| Rico Rönnbäck        | – J. Griffin Remington    |
| Ellen Thuresson      | – Milly Farrier           |
| Zion Stadell         | – Joe Farrier             |
| Petter Isaksson      | – Neils Skellig           |
| Sanna Martin         | – Miss Atlantis           |
| Christian Fex        | – Sotheby                 |
| Anton Olofson Raeder | – Rufus Sorghum           |
| Max Lorentz          | – Barritone Bates         |

## Mottagande
Filmen fick blandad kritik. Medan ensemblens porträttering och Tim Burtons typiska stil prisades så kritiserades filmens manus och "brist på hjärta" i jämförelse med originalfilmen.